# Синто-рю
Синто-рю (яп. 新当流) или Касима Синто-рю (яп. 鹿島新当流) — древнее японское боевое искусство (корю), основанное Цукахарой Бокудэном (1490 — 1571) в период Муромати.
Касима Синто-рю зачастую путают со школой Касима Син-рю. Эта ошибка довольно распространена из-за того, что эти два названия похожи, несмотря на то, что написание иероглифов позволяет увидеть разницу (яп. 鹿岛 新 当 流 и яп. 鹿岛 神 流) и во-вторых, Уэсиба Морихэй, основатель Айкидо, был вдохновлен занятиями Касима Синто-рю в своей практике с оружием, в то время как некоторые из его учеников и последователей включили элементы Касима Син-рю в Айкидо. Текущий глава школы — Ёсикава Цуэнэтака.

## История
Касима Синто-рю — одна из старейших боевых традиций Японии. По одной из версии школа была основана примерно в 1530 году Цукахарой Бокудэном, которого именовали «кэнсэй», что в буквальном переводе означает «Священный Меч».
Цукахароа Бокудэн был мастером фехтования. Он обучался у своего отца и позже довел своё мастерство до совершенства, занимаясь муся сюгё (аскетической воинской тренировкой), путешествуя по Японии и тренируясь с наиболее искусными мастерами. Позднее он систематизировал местные боевые искусства области Касима и вывел их в единую систему — Касима Синто-рю. В дальнейшем искусство формировалось в период Сэнгоку («Сэнгоку Дзидай» или «Период Воюющих Государств»), то есть во времена феодальных войн, благодаря чему техники школы основывались на опыте сражений того времени и вращались вокруг поиска слабых мест в защите противника. Свою технику Цукахара Бокудэн передал роду Такэда.
Касима Синто-рю, предположительно, имела ряд техник иайдзюцу в своей учебной программе, но они были утрачены со временем. В арсенале используемого оружия школы находятся меч (катана), копьё (яри) и глефа (нагината).
В городе Касима, Япония, 12 июня 1994 года был построен памятник в честь Цукахары Бокудэна.